# Baromi
Baromi ist ein Ort im australischen Bundesstaat Victoria in der Region Gippsland. Er gehört zu Mirboo North in der LGA South Gippsland Shire.

## Geografie
Baromi liegt rund 150 Kilometer südöstlich von Melbourne. Rund anderthalb Kilometer im Westen befindet sich das Ortszentrum von Mirboo North. 